# Zona fòtica

Amb els discs de Secchi es mesura la terbolesa de l'aigua i indirectament fins on arriba prou llum

La zona fòtica o zona eufòtica (del grec: εὖ “bo” + φῶς “llum") és la zona que va de la superfície de l'aigua d'un llac o oceà fins a la fondària a partir de la qual la fotosíntesi ja no és possible perquè no hi ha prou llum solar. La fondària de la zona fòtica pot estar afectada en gran manera per la terbolesa estacional.
S'estén des de la interfície de l'aigua amb l'atmosfera terrestre fins a la fondària on la llum cau a l'1% de la de la superfície (anomenada fondària eufòtica). D'acord amb això el seu gruix varia àmpliament amb l'atenuació de la llum en la columna d'aigua. En llocs molt tèrbols la fondària eufòtica pot ser de pocs centímetres i en canvi en els oceans pot arribar a 200 metres.
A la zona fòtica és on es fa gairebé tota la producció primària Un 90% de la vida marina viu en aquesta zona.
De vegades s'anomena zona disfòtica la que va des de la base de la zona eufòtica fins als 200 m. La zona eufòtica junt amb la zona disfòtica coincideixen amb la zona epipelàgica.